# Rudolf Tröger
Rudolf Tröger, né le 23 avril 1905 à Leipzig et décédé le 18 juin 1940 en France, est un avocat allemand, haut fonctionnaire SS de la Gestapo et chef de l'Einsatzkommando 16 lors de l'occupation de la Pologne pendant la Seconde Guerre mondiale.

## Biographie
Rudolf Troeger étudie le droit et obtient un doctorat en droit à l'Université de Leipzig avec la thèse : Organisation du travail et droit mondial du travail, parue en 1930. 
Tröger rejoint le NSDAP en 1933 sous le numéro de membre 2 434 089 et la SS en 1933 sous le numéro de membre 261 192, avant de travailler au sein du SD. 
À partir de 1933, Tröger dirige le département de police de Leipzig. Il rejoint la Gestapo à Berlin en août 1937 et est transféré au bureau de la police d'État de Chemnitz en novembre 1937. À partir du printemps 1939, Tröger est chef de la police politique à Gdansk au cours duquel il est promu SS-Sturmbannführer le 20 avril 1939. 
Après le début de la Seconde Guerre mondiale, il dirige la Gestapo à Gdansk puis reçoit le commandement d'une unité des Einsatzgruppen, l'Einsatzkommando 16 déployée en Prusse-Occidentale après la campagne de Pologne. Chargé d'assassiner l'intelligentsia polonaise, le commando porte la plus lourde responsabilité dans les massacres à Piaśnica, connus sous le nom de Pommern Katyń, entre septembre 1939 et le printemps 1940 à Wielka Piaśnica. Des tireurs civils appartenant au bataillon Volksdeutscher Selbstschutz assistaient le groupe EK-16. Au cours de cette période, environ 12 000 à 16 000 Polonais, Juifs, Tchèques et Allemands ont été assassinés. 
À partir de novembre 1939, Tröger devient inspecteur de la police de sécurité et du SD (IdS) dans la région de Reichsgau Danzig Westpreußen. Il meurt au combat en tant que lieutenant dans un régiment d'infanterie de la Wehrmacht lors d'une opération de la campagne de France visant la ligne Maginot.